# Каловето
Каловето (итал. Caloveto) — коммуна в Италии, располагается в регионе Калабрия, подчиняется административному центру Козенца.
Население составляет 1431 человек, плотность населения составляет 60 чел./км². Занимает площадь 24 км². Почтовый индекс — 87060. Телефонный код — 0983.
Покровителем коммуны почитается святой Иоанн Каливита , празднование 17 января и 16 июля.